# Identifikátor evropské judikatury
Identifikátor evropské judikatury (anglicky European Case Law Identifier, zkratka ECLI) je společným systémem identifikace a metadat o judikatuře v Evropské unii, který má sloužit k očíslování vnitrostátní judikatury podle jednotného kódu a zjednodušení vyhledávání soudních rozhodnutí na internetu. V České republice je vnitrostátním koordinátorem ECLI Nejvyšší soud České republiky. ECLI eviduje v databázi svých rozhodnutí též Ústavní soud. K zavedení tohoto identifikátoru došlo na základě závěrů Rady Evropské unie, které doporučují zavedení identifikátoru evropské judikatury (European Case Law Identifier — ECLI) a stanovení minimálního souboru jednotných metadat o judikatuře publikovaného v Úředním věstníku EU dne 29. dubna 2011 (2011/C 127/01).

## Konstrukce identifikátoru
Formát identifikátoru je dán přílohou závěrů Rady. Identifikátor ECLI je složen z pěti částí, které jsou výlučně v tomto pořadí:
1. Zkratka ECLI
2. Kód země, v jejíž pravomoci bylo vydáno soudní rozhodnutí (u členských států jsou použity kódy Pravidel pro jednotnou úpravu dokumentů, pro Evropskou unii se použije kód „EU“)
3. Zkratka pro soud (pro Nejvyšší soud ČR je zkratka NS)
4. Rok vydání rozhodnutí, napsán pomocí čtyř čísel
5. Pořadové číslo, které musí být jedinečné v tom smyslu, že nesmí dojít k tomu, aby v rámci jednoho soudu v jednom roce bylo tímto pořadovým číslem označeno více než jedno rozhodnutí. Maximální délka jedinečného pořadového čísla je 25 znaků.

Pro rozhodnutí Nejvyššího soudu České republiky má tvar ECLI:CZ:NS:[rok vydání rozhodnutí]:[číslo senátu].[druh věci - kapitálkami].[běžné číslo].[ročník].[pořadové číslo rozhodnutí u stejné sp. zn. - arabsky]. Příklad: ECLI:CZ:NS:2011:22.CDO.3110.2010.1 je kód rozhodnutí sp. zn. 22 Cdo 3110/2010. ECLI je pro každé rozhodnutí jedinečný. 

## Metadata
Aby byla srozumitelnost a vyhledávání judikatury ještě snazší, měl by mít každý dokument obsahující soudní rozhodnutí soubor metadat. Tato metadata by měla být popsána v souladu se standardy zavedenými Dublinskou iniciativou pro základní metadata (Dublin Core Metadata Initiative). Zveřejňování metadat ve formátu ECLI nebylo v ČR zavedeno.